# Ocrisiona
Genre
Ocrisiona est un genre d'araignées aranéomorphes de la famille des Salticidae.

## Distribution
Les espèces de ce genre se rencontrent en Australie, en Nouvelle-Zélande et en Chine.

## Liste des espèces
Selon World Spider Catalog (version 23.5, 30/12/2022) :
- Ocrisiona aerata (L. Koch, 1879)
- Ocrisiona cinerea (L. Koch, 1879)
- Ocrisiona eucalypti Żabka, 1990
- Ocrisiona koahi Żabka, 1990
- Ocrisiona leucocomis (L. Koch, 1879)
- Ocrisiona liturata (L. Koch, 1879)
- Ocrisiona melancholica (L. Koch, 1879)
- Ocrisiona melanopyga Simon, 1901
- Ocrisiona parallelestriata (L. Koch, 1879)
- Ocrisiona parmeliae Żabka, 1990
- Ocrisiona suilingensis Peng, Liu & Kim, 1999
- Ocrisiona victoriae Żabka, 1990
- Ocrisiona yakatunyae Żabka, 1990

## Systématique et taxinomie
Ce genre a été décrit par Simon en 1901 dans les Salticidae.

## Publication originale
- Simon, 1901 : Histoire naturelle des araignées. Paris, vol. 2, p. 381-668 (intégral).